# 李居冠
李居冠（1987年10月19日—），為台灣的棒球選手之一，曾經效力於La New熊、Lamigo桃猿、兄弟象及中信兄弟隊，守備位置為投手。
2011年12月16日，被交易至兄弟象隊。（陳冠任轉至桃猿）
2014年11月10日，被中信兄弟釋出。

## 經歷
- 屏東縣新圍國小少棒隊（球隊解散後轉學）
- 屏東縣建國國小少棒隊
- 屏東縣美和中學青少棒隊
- 臺中市國立中興大學附屬臺中高級農業學校
- 台灣體院棒球隊（富邦公牛）
- 美國阿拉斯加夏季聯盟安格拉治海盜隊（2007年）
- 台灣電力棒球隊
- 中華職棒La New熊隊代訓球員（2010年1月－2010年10月18日）
- 中華職棒La New熊隊（2010年12月22日－2011年1月5日 ）
- 中華職棒Lamigo桃猿（2011年1月6日－2011年12月16日）
- 中華職棒兄弟象 (2011年12月16日－2014年11月10日)

## 職棒生涯成績
| 年度   | 球隊       | 出賽 | 勝投 | 敗投 | 中繼 | 救援 | 完投 | 完封 | 四死 | 三振 | 責失 | 投球局數 | 防禦率 |
| ------ | ---------- | ---- | ---- | ---- | ---- | ---- | ---- | ---- | ---- | ---- | ---- | -------- | ------ |
| 2011年 | Lamigo桃猿 | 32   | 1    | 4    | 3    | 0    | 0    | 0    | 24   | 19   | 35   | 54.2     | 5.76   |
| 2012年 | 兄弟象     | 52   | 1    | 2    | 19   | 0    | 0    | 0    | 21   | 24   | 22   | 49.2     | 3.99   |
| 2013年 | 兄弟象     | 13   | 0    | 0    | 0    | 1    | 0    | 0    | 4    | 5    | 11   | 13.0     | 7.62   |
| 合計   | 3年        | 97   | 2    | 6    | 22   | 1    | 0    | 0    | 49   | 48   | 68   | 117.1    | 5.22   |

## 特殊事蹟
- 2011年12月16日，球隊與兄弟象隊達成交易協議，換得外野手陳冠任。

## 外部連結
- 李居冠在台灣棒球維基館上的頁面（繁體中文）
- 球員資訊和成績在中華職棒官網（中文）